# ジャガーバックス
ジャガーバックスは、立風書房から1972年から1983年にかけて刊行された児童向けのサブカルチャー叢書。
ハードカバー。B6判。怪奇系児童書のレーベルとして、学研のジュニアチャンピオンコース、講談社のドラゴンブックスと共に当時大いに流行した。復刊ドットコムより2015年から断続的に6冊が復刊された。

## 一覧
- 『珍記録大記録 スポーツ日本一世界一』（大谷要三） 1972年

- 『いちばんくわしい日本妖怪図鑑』（佐藤有文） 1973年
- 『いちばんくわしい世界妖怪図鑑』（佐藤有文） 1973年
- 『ドッキリ知識 へんな学校』（間羊太郎） 1973年

- 『脅威! 世界の超能力者』（佐藤有文） 1974年
- 『地球遺跡 宇宙人のなぞ』（高坂克巳） 1974年
- 『SFクイズ 名探偵宇宙に挑戦』（梶龍雄） 1974年
- 『推理ゲーム 名探偵世界一周』（藤原宰太郎） 1974年
- 『びっくり日本一世界一』（間羊太郎） 1974年

- 『いちばんくわしい世界の飛行機』（三橋忠之） 1975年
- 『五十一人勢ぞろい 世界名探偵図鑑』（藤崎誠） 1975年
- 『完全犯罪をぶち破れ これが科学捜査だ』（川野系輔） 1975年
- 『歴史探偵クイズ 江戸の怪盗 御用だ!』（梶龍雄） 1975年
- 『太平洋戦争 日本の飛行機』（桜井秀樹） 1975年

- 『いちばんくわしい世界拳銃図鑑』（山梨賢一） 1976年
- 『恐怖とのろい 魔術妖術大図鑑』（辰巳一彦） 1976年
- 『てってい追跡推理 空飛ぶ円盤』（星野ひとし） 1976年
- 『決戦!! 日本連合艦隊』（滑清紀）　1976年
- 『きみならどうする 大地震88の謎』（飯田五郎） 1976年

- 『いちばんくわしいスーパーカー』（三本和彦） 1977年
- 『決戦! 名場面大戦争図鑑』（渡辺幸次郎） 1977年
- 『びっくり知識 0から100』（滝沢てるお） 1977年

- 『いちばんくわしい地獄大図鑑』（木谷恭介） 1978年
- 『いちばんくわしい恐竜図鑑』（小畠郁生） 1978年
- 『SF宇宙戦争大図鑑』 (小隅黎） 1978年
- 『名鑑!! 日本連合艦隊』（滑清紀） 1978年
- 『マシーン＆レーシングF1グランプリ』（折口透） 1978年
- 『新びっくり日本一世界一 新記録・珍記録』（間羊太郎） 1978年

- 『いちばんくわしい陸上航空海上自衛隊図鑑』（山梨賢一） 1979年
- 『いちばんくわしい電撃 ドイツ空軍』（滑清紀）　1979年
- 『SF宇宙怪物(ベム)図鑑』（小隅黎） 1979年
- 『恐怖! スパイ大作戦』（中岡俊哉） 1979年
- 『太平洋戦争 日本の軍艦』（山梨賢一） 1979年
- 『電撃 潜水艦ドイツUボート艦隊』（光藤亘） 1979年
- 『壮烈 ドイツ機甲軍団』（中西立太） 1979年
- 『ベスト66 世界の名戦闘機』（桜井秀樹） 1979年
- 『特急列車スーパーメカ ブルートレイン』（長谷川章） 1979年
- 『勝て!! アニメロボット大百科』（草川昭） 1979年

- 『いちばんくわしい幽霊大百科』（佐藤幽斎） 1980年
- 『いちばんくわしい不滅! ゼロ戦大百科』（滑清紀） 1980年
- 『いちばんくわしい戦車大図鑑』（川井幸雄） 1980年
- 『いちばんくわしい世界の最新兵器』（高村あきら） 1980年
- 『恐怖! 幽霊ミステリー』（湖山一美）　1980年
- 『大発見! 世界の秘宝』（宮崎惇）　1980年
- 『太平洋戦争 日本の特攻兵器』（山梨賢一）　1980年
- 『スーパーマシンコクピット図鑑』（大海惇）　1980年
- 『戦え!! アニメヒーロー大百科』（草川昭） 1980年
- 『えらび方・つくり方 プラモ世界の軍用機』（高橋道保） 1980年

- 『えらび方・つくり方 プラモ世界の軍艦』（秋本実） 1981年
- 『いちばんくわしい栄光! ハヤブサ戦闘機』（滑清紀） 1981年
- 『ネッシーから雪男・野人まで なぞの怪獣大図鑑』（風林順平） 1981年
- 『最後の連合艦隊 戦艦大和』（滑清紀） 1981年
- 『強烈マシン ドイツ兵器大図鑑』（本島オサム） 1981年
- 『動く要塞・スーパーメカ 世界の空母』（大海惇） 1981年
- 『第三次世界大戦　戦う自衛隊』（山下純二） 1981年

- 『自動車・飛行機・船 RCラジコン図解百科』（摺本好作） 1982年

- 『怪奇! 日本ミステリー図鑑　写真で見るミステリー怪奇100』（佐藤有文） 1983年
- 『壮烈! 山本五十六』（北沢しげる） 1983年

## 復刻版
- 『SF宇宙怪物(ベム)図鑑』（小隅黎） 2015年
- 『SF宇宙戦争大図鑑』 (小隅黎） 2016年
- 『いちばんくわしい日本妖怪図鑑』（佐藤有文） 2016年
- 『いちばんくわしい世界妖怪図鑑』（佐藤有文） 2016年
- 『いちばんくわしい地獄大図鑑』（木谷恭介） 2016年
- 『恐怖とのろい 魔術妖術大図鑑』（辰巳一彦） 2018年